# Extended Version
Extended Version (engl. erweiterte Fassung), seltener Extended Edition (erweiterte Ausgabe) oder Extended Cut und häufig auch Special Edition, ist die Bezeichnung einer meist auf DVD oder Blu-ray Disc veröffentlichten Fassung eines Films, die gegenüber der ursprünglichen Kinofassung zusätzliche Szenen enthält.

## Allgemeines
Die Idee einer erweiterten Fassung von Kinofilmen besteht zumeist darin, bei der ersten oder zweiten Heimvideo-Veröffentlichung den Film mit zusätzlichen Szenen zu versehen, um den Absatz zu steigern, in Einzelfällen aber auch (wie bei beispielsweise Krieg der Sterne), um eine neue Kinofassung herzustellen. Für diesen Zweck werden nach Drehschluss weitere Szenen mittels Nachdreh oder durch den Einsatz von Computern erstellt. Außerdem existieren zu Filmen, die aus politischen oder gesellschaftlichen Gründen oder wegen Überlänge gekürzt wurden, sogenannte „unzensierte Fassungen“ oder „ungekürzte Filmfassungen“. Diese werden häufig ebenfalls als Extended Versions bezeichnet oder das entsprechende Material wird bei der Erstellung einer Extended Version verwendet. Im Fernsehen werden Extended Versions nur in Ausnahmefällen gezeigt.
Beispiele für bekannte Kinofilme, von denen eine Extended Version existiert, sind Krieg der Sterne, E. T. – Der Außerirdische, die Filmtrilogie Der Hobbit, die Filmtrilogie Der Herr der Ringe, Big und Alien – Die Wiedergeburt.
Zu den ersten beiden Harry-Potter-Filmen existiert eine sogenannte Ultimate Edition auf Blu-ray Disc, womit gleichfalls eine Extended Version gemeint ist.

## Abgrenzung zu ähnlichen Begriffen
Im Gegensatz zu Filmen, von denen eine Extended Version existiert, ist die Produktion eines Amphibienfilms schon während der Dreharbeiten darauf ausgelegt, zwei Filmfassungen zu produzieren und auf dem Filmmarkt zu verwerten. Bei Extended Versions (beispielsweise bei Krieg der Sterne) ist dies eher nicht der Fall. Nur wenn ein Kinofilm sehr erfolgreich ist und sich damit die weitere DVD-Vermarktung lohnt, wird eine entsprechende Fassung im Nachhinein produziert. Da jedoch bei einigen Kinofilmen der Erfolg zu erwarten ist, wird in neuerer Zeit häufig schon während der Dreharbeiten entsprechendes Material produziert, das dann neben entfallenen Szenen bei der Zweitverwertung auf dem DVD-Markt in Form einer Extended Version zum Einsatz kommt.
Nicht zu verwechseln ist die Extended Version mit dem Director’s Cut. Dabei handelt es sich um eine neue Schnittversion eines bereits veröffentlichten Spielfilms, die der Filmregisseur (englisch Director) nachträglich als die von ihm selbst favorisierte Endfassung erstellt hat. Eine Extended Version entsteht dagegen unter Umständen ohne Zutun des Regisseurs und manchmal sogar gegen dessen Willen. Es gibt jedoch auch Ausnahmen von dieser Regel. So ist beispielsweise der Director’s Cut des Films John Rambo zu Recht als solcher bezeichnet, weil es die Wunschfassung des Regisseurs Sylvester Stallone ist. Die offizielle Veröffentlichung auf dem US-Markt fand jedoch sinnwidriger Weise unter dem Titel Rambo – Extended Cut statt.

## Weitere Verwendung des Begriffs
Der populäre Begriff wird, wenn auch seltener, auf andere Medien angewendet, vor allem in der Musik (zum Beispiel beim ersten Soloalbum Mr. Bad Guy von Freddie Mercury) oder im Softwarebereich (beispielsweise bei einer Version von Adobe Photoshop).